# Diamant Fahrradwerke
Die Diamant Fahrradwerke bestehen unter unterschiedlichen Namen seit 1885 (seit der Wende: Diamant Fahrradwerke GmbH) und produzierten in ihrer Geschichte hauptsächlich Fahrräder, aber auch Wirkmaschinen-Zubehör, Schreibfedern, Flachstrickmaschinen und Leichtkrafträder. In der DDR war Diamant mit mehr als 8 Millionen produzierten Fahrrädern neben Mifa ein bedeutender Fahrradhersteller. Nach dem Produktionsrückgang in den 1980er Jahren und nach starken Einschnitten infolge der Wende gelang es mit neuen Geldgebern und der Übernahme durch die Firma Villiger die Diamant Fahrradwerke neu auszurichten und den veränderten Marktverhältnissen anzupassen. Man produziert inzwischen wieder knapp 200.000 Zweiräder pro Jahr (Stand 2018).

## Unternehmensgeschichte

### Ursprung
Das Unternehmen wurde 1885 von Friedrich Wilhelm Nevoigt (1859–1937) und seinem Bruder Wilhelm Friedrich Nevoigt (1857–1909) in Reichenbrand bei Chemnitz als Gebrüder Nevoigt Reichenbrand/Chemnitz in das Handelsregister eingetragen. Gegen Ende desselben Jahres begannen sie neben der Fabrikation ihrer anderen Produkte testweise mit einer Einzelproduktion von Fahrrädern.
Das erste Diamant-Fahrrad aus Serienproduktion wurde 1895 produziert. Zu Beginn der Fahrradproduktion war dies eine von mehreren Betriebssparten des Unternehmens. Im Jahr 1898 erfanden die Gebrüder Nevoigt die Doppelrollenkette, die bis heute als Weltstandard gilt. Das Unternehmen wuchs stark und wurde am 12. März 1906 zu einer Aktiengesellschaft, die unter dem Namen Gebrüder Nevoigt AG Reichenbrand/Chemnitz firmierte. 1912 war die Fahrradproduktion ein so wichtiger Bestandteil des Unternehmens, dass es umfirmierte und nun Diamant Werke Gebrüder Nevoigt AG hieß. Bis 1916 wuchs die Beschäftigtenzahl bis auf 1000. 1920 gab es erneut eine Firmenänderung, nun zur Elite Diamant AG, nachdem man sich mit dem Autoproduzenten Elite-Werke zusammengeschlossen hatte. Die Marke war inzwischen so beliebt, dass sich in Chemnitz 1926 der Chemnitzer Radrennclub Diamant gründete. Später entstanden auch ähnliche Vereine in anderen Städten. Zu Zeiten der Weimarer Republik kostete im Inflationsjahr 1923 ein Diamant-Fahrrad schon bis zu 2,5 Millionen Reichsmark. Im Jahr 1927 drohte eine Insolvenz die Produktion zu beenden, jedoch erwarb Opel bis Februar 1928 aufgrund des Interesses an der Produktion motorgetriebener Zweiräder mehr als die Hälfte des Aktienkapitals und konnte die Geschäfte aufgrund dieser Mehrheitsverhältnisse wahrnehmen. Die Produktion und der Absatz motorgetriebener Zweiräder bei der Elite-Diamant AG verlief für Opel nicht erfolgversprechend, was 1930 zu einer Trennung führte. Die Fahrradwerke erhielten nach einem Vergleich ihre Unabhängigkeit zurück und firmierten nun unter Elite Diamant AG Siegmar/Sachsen.
Maßstäbe setzte Diamant bereits 1926 durch die Entwicklung eines Fahrrades, das komplett aus Leichtmetall gefertigt war. Diese Entwicklungen wurden nach jahrelanger Unterbrechung 1938 fortgeführt. Im Zweiten Weltkrieg setzte die Elite Diamant AG viele Zwangsarbeiter ein, darunter auch „Ostarbeiter“ aus der Sowjetunion. Bis 1945 wurden insgesamt rund 1,3 Millionen Diamant-Fahrräder produziert.

Annonce von 1898
Werbung aus dem Jahre 1913
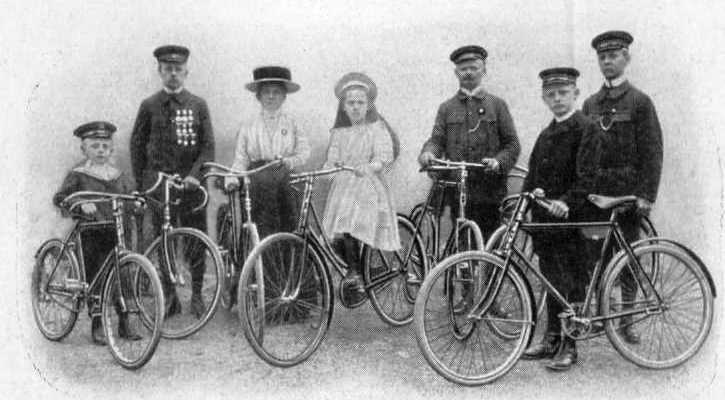
Familie auf Diamant-Rädern 1913
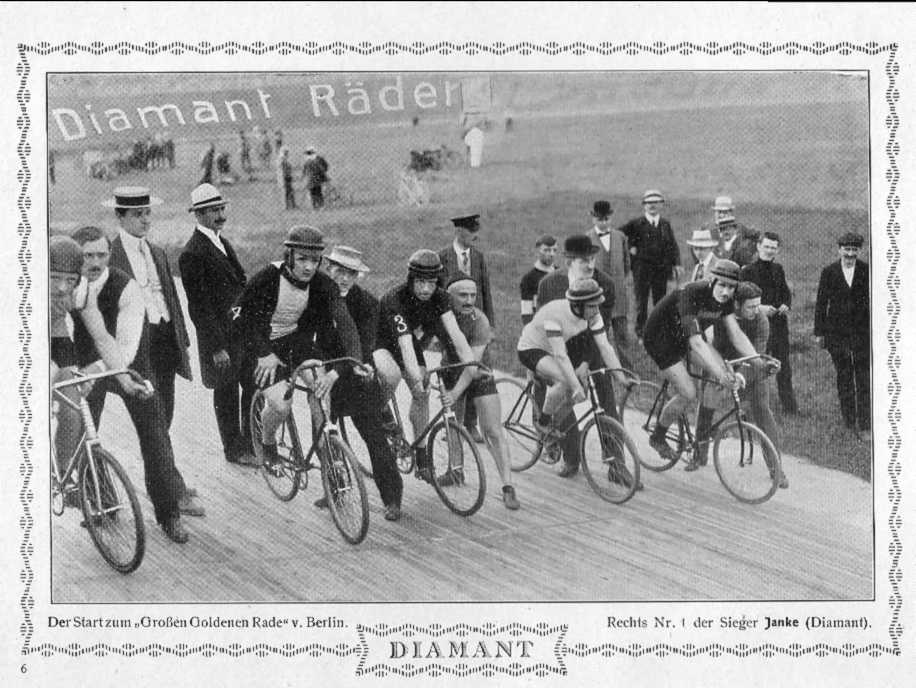
Prospekt der Fa. Diamant aus dem Jahre 1913
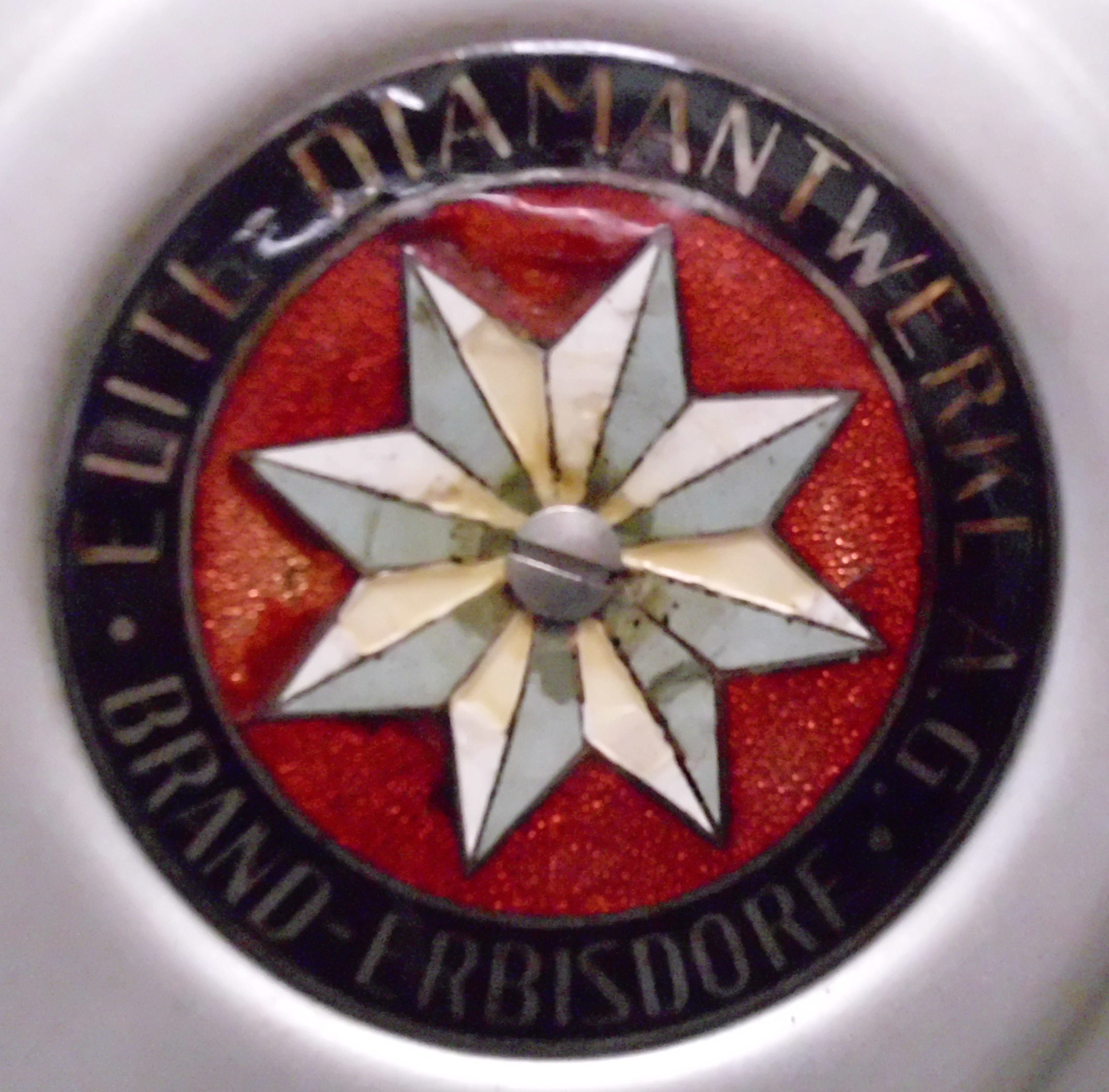
Emblem der Elite Diamantwerke AG
Aktie über 1000 RM der Elite-Diamantwerke AG vom 14. März 1942
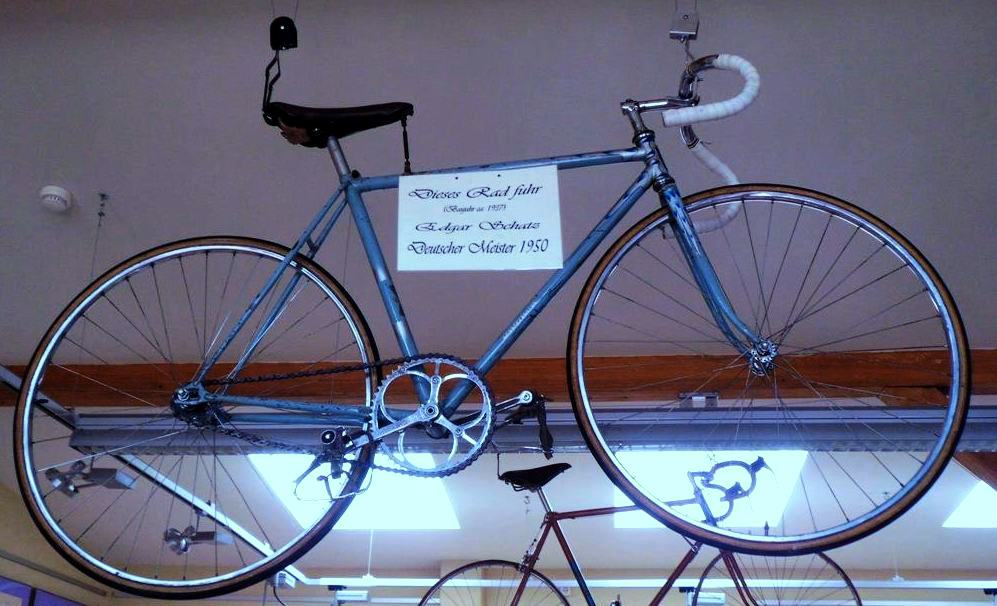
Diamantrad 67 aus dem Jahre 1937, Meisterschaftsrad von Edgar Schatz, DDR-Straßenmeister 1950
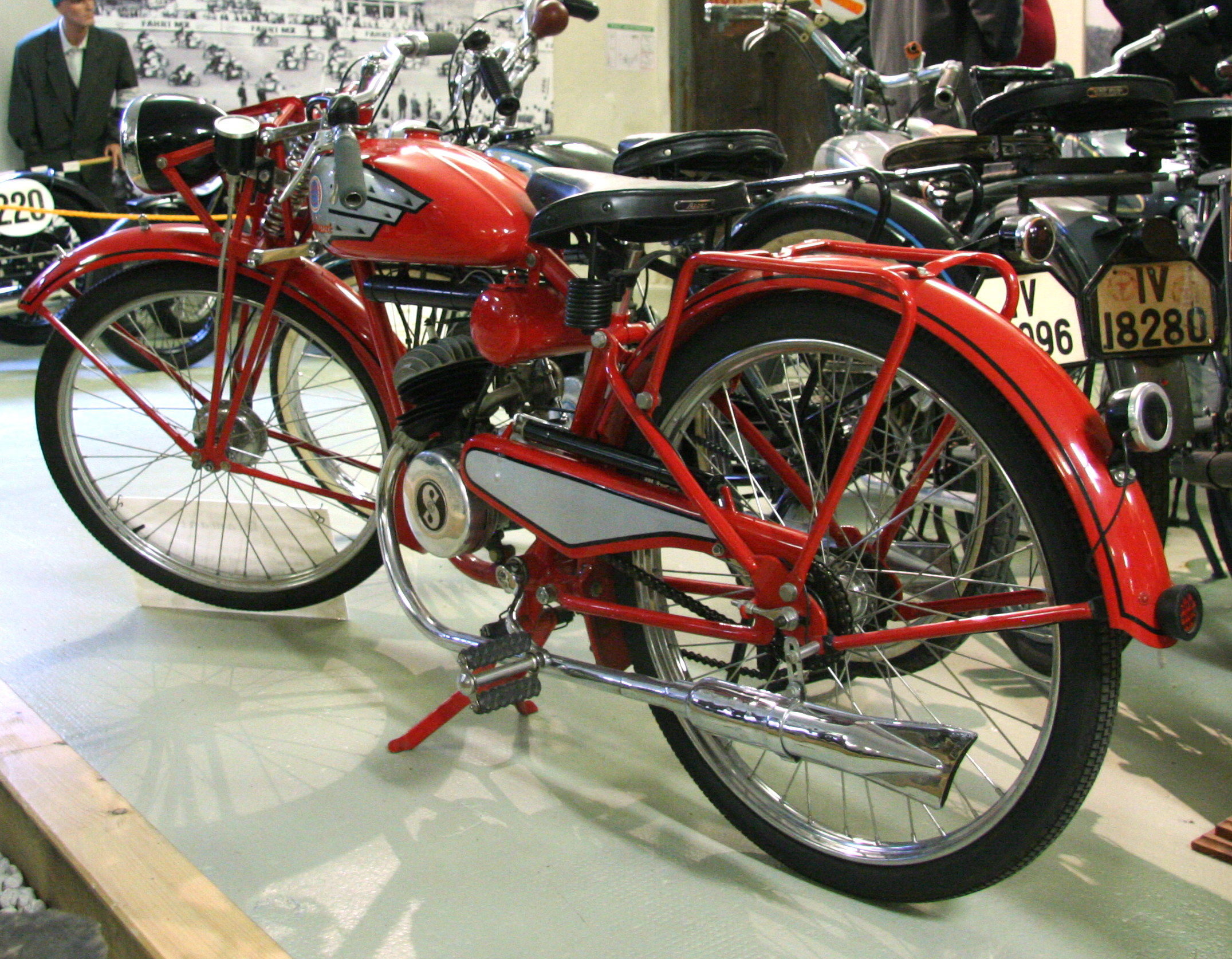
Diamant Modell 36 mit einem Fichtel & Sachs Motor (98 cm³) im Museum für sächsische Fahrzeuge
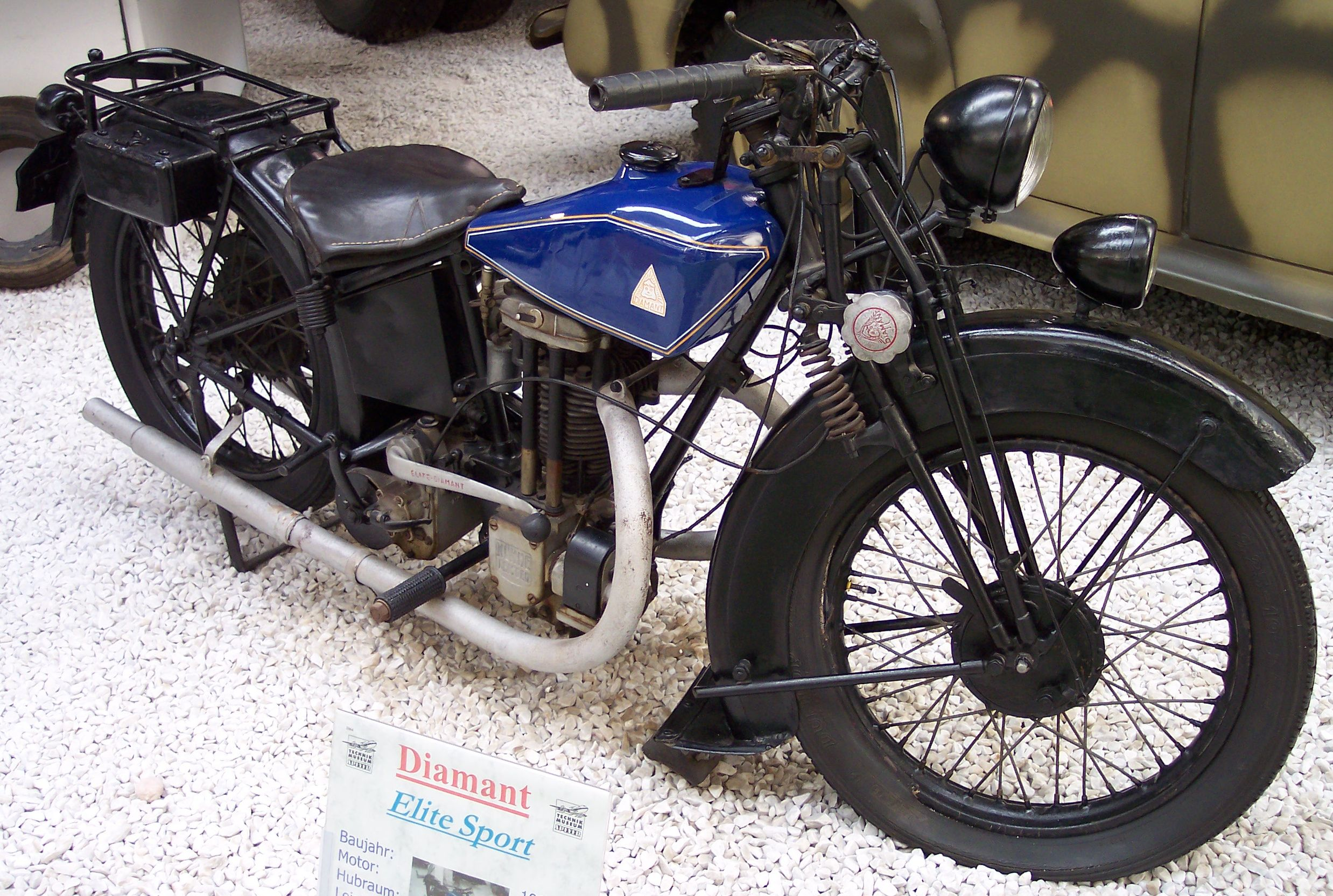
Diamant Elite Sport
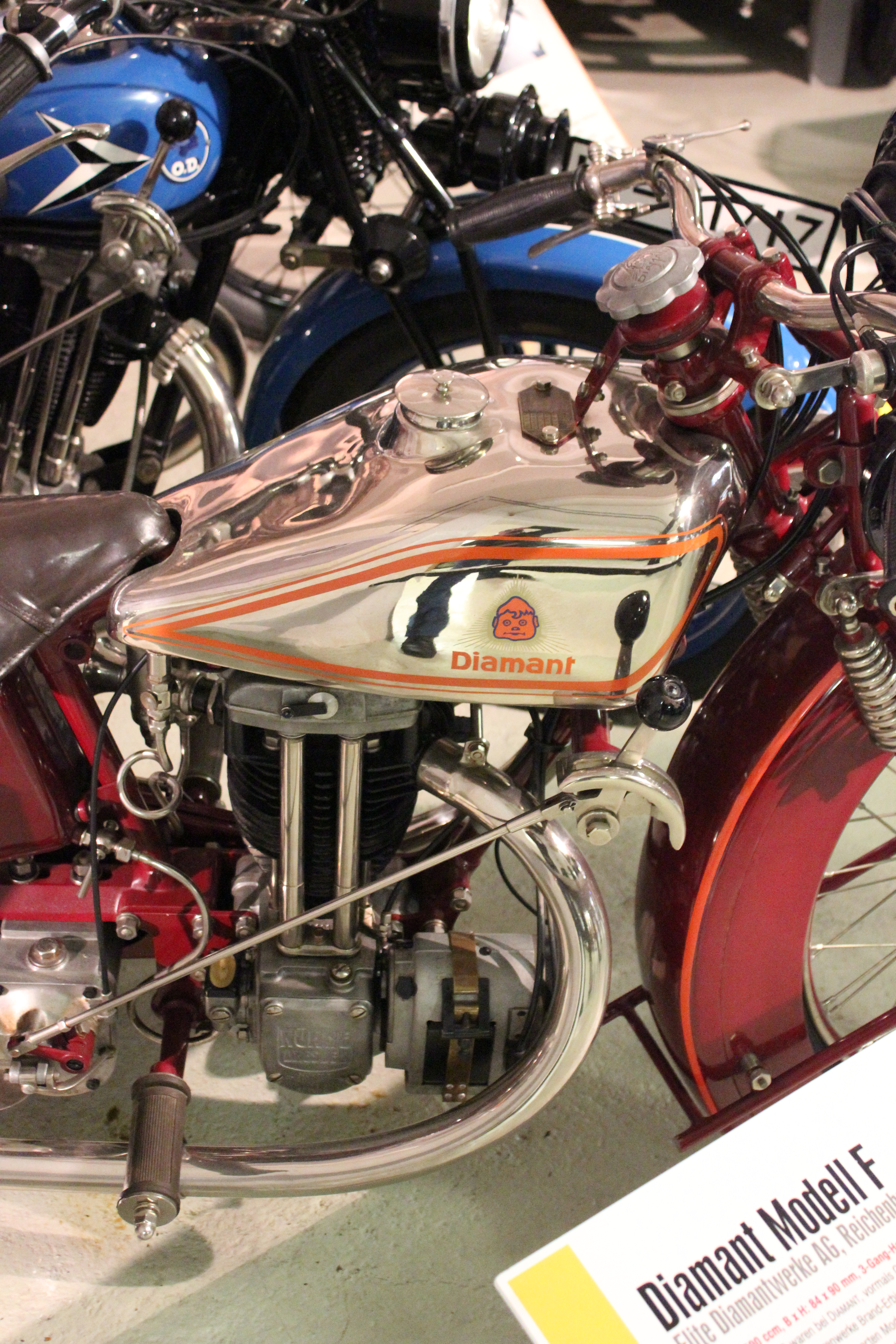
Diamant Emblem und Motor beim Motorrad Diamant Typ F

### Nach dem Zweiten Weltkrieg
Das Unternehmen wurde 1945 enteignet und bis 1952 von einem Generaldirektor als Sowjetische Aktiengesellschaft geführt. 

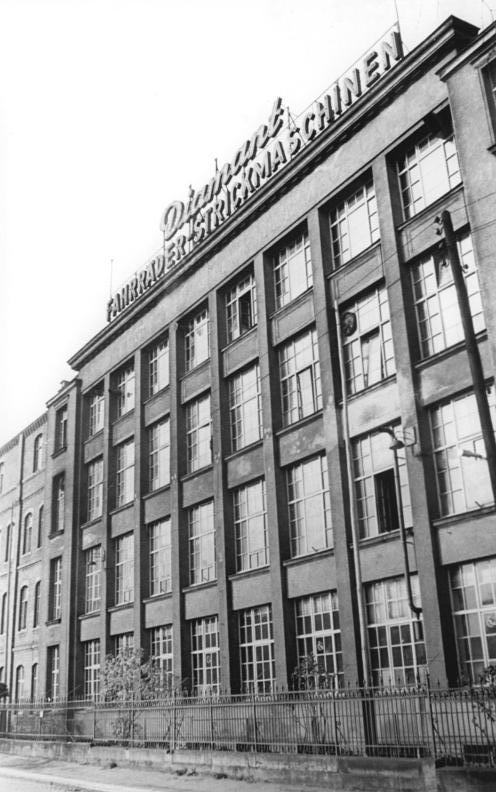
Gebäude des VEB Elite Diamant Chemnitz (1958)

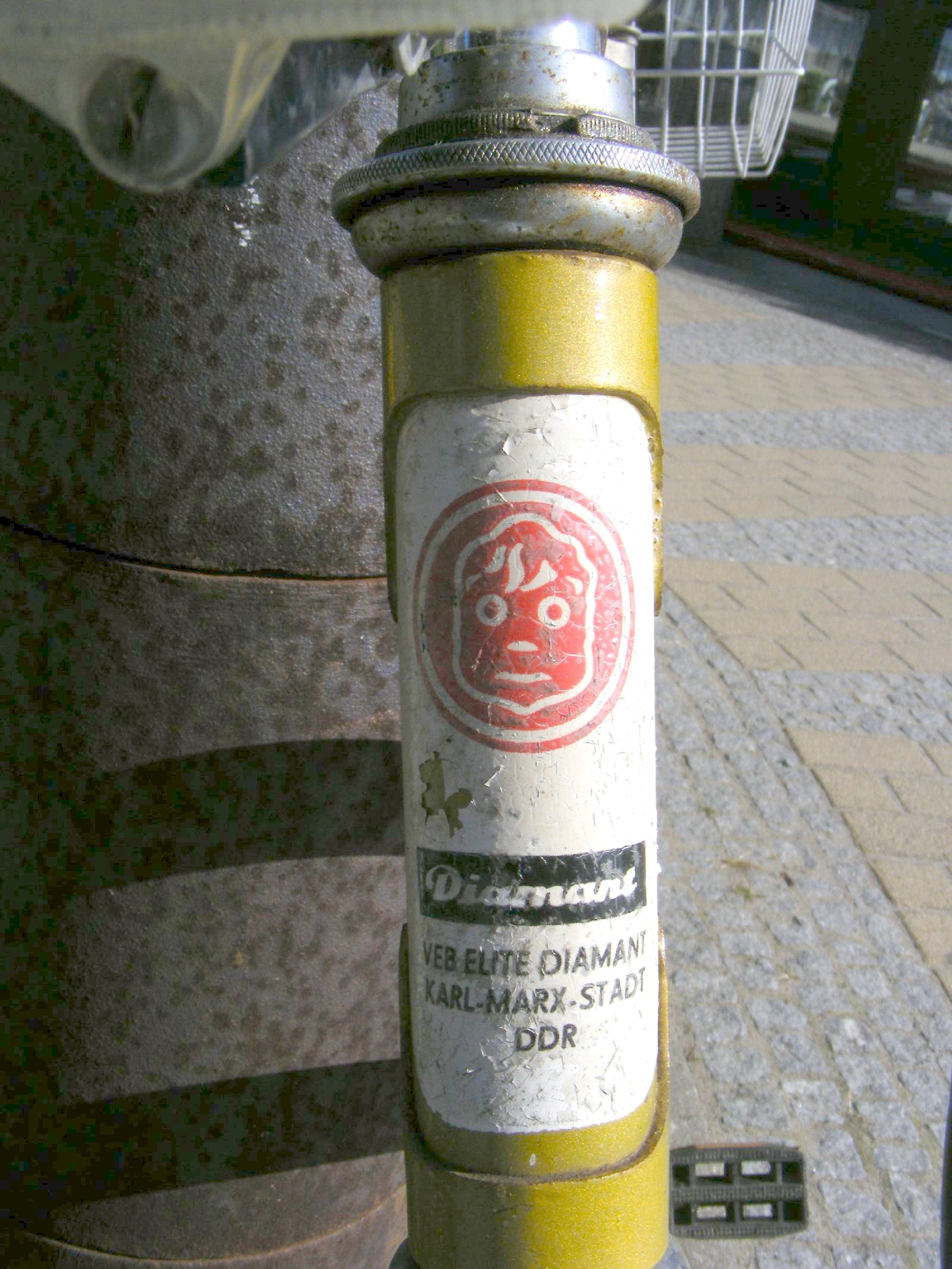
VEB Elite Diamant-Fahrrad

Am 2. Mai 1952 wurde es in Volkseigentum überführt und erhielt den Namen VEB Fahrradwerke Elite Diamant. Der Betrieb war neben MIFA der einzige Produzent von Fahrrädern, wobei seine Fahrräder für den Massengebrauch als höherwertig galten.
In der DDR fuhren anfangs alle Radrennfahrer Diamant-Fahrräder. So wurden die Straßen-Weltmeisterschaften 1959 (von „Täve“ Schur) und 1960 (von Bernhard Eckstein) von DDR-Radrennsportlern auf Diamant gewonnen. In den 1950er Jahren unterhielt die Firma eine Betriebssportgemeinschaft (BSG Diamant Chemnitz). In den 1970er und 1980er Jahren entwickelten und bauten Ingenieure von Diamant unter maßgeblicher Anleitung des Leipziger Ingenieurs Paul Rinkowski Rennräder für die Nationalmannschaft der DDR, mit denen zahlreiche internationale Wettbewerbe gewonnen wurden. Später ging diese Sonderfertigung an Textima und FES.
In den 1950er Jahren war Diamant mit Touren-, Sport- und Rennrädern technisch und optisch auf der Höhe der Zeit. Eine bemerkenswerte Entwicklung war die filigrane Rundscheidengabel, mit der Diamant westlichen Sporträdern voraus war. 1957 wurden damals moderne sportliche Tourenräder mit 26’’-Laufrädern in das Sortiment aufgenommen. Ab den 1960ern geriet der technische Fortschritt ins Stocken, an den meisten Bauteilen wie Rahmen, Bremsen, Gangschaltung und Tretlager erfolgten keine relevanten Weiterentwicklungen mehr. Gleichzeitig verringerte sich die anfangs sehr hochwertige Fertigungsqualität. Äußerlich wurden die Räder mit kleineren Retuschen an den jeweiligen Zeitgeist angepasst. Die Produktion der 28’’-Sporträder wurde Ende der 1960er Jahre in das Mifa-Werk verlegt, wobei im Gespräch war, die Fahrradproduktion bei Diamant gänzlich einzustellen. Die Pläne wurden wegen einer falschen Einschätzung des Fahrradbedarfs jedoch wieder verworfen. Eine längere Zeit bestimmten nun technisch veraltete Rennräder und sportliche 26’’-Tourenräder das Fertigungsprofil. Die Fahrradproduktion wurde noch stärker vernachlässigt als bei Mifa, weil das Diamant-Werk seinerzeit vorrangig als Produzent von Flachstrickmaschinen fungierte, für die sich die DDR wichtige Exportmärkte erschlossen hatte.
In der zweiten Hälfte der 1980er Jahre wurde eine Neuausrichtung der Fahrrad-Modellpalette auf sportlichere Modelle begonnen, die im Zuge der Wende jedoch nur teilweise noch zum Tragen kam. Die Fahrradproduktion war zuletzt Teil des VEB Elite-Diamant Karl-Marx-Stadt im Kombinat Textima. Da es neben Diamant zuletzt nur noch Mifa als großen Fahrradhersteller in der DDR gab, war der Produktionsausstoß bei Diamant entsprechend hoch: Von 1949 bis 1990 wurden 8,4 Millionen Diamant-Fahrräder gebaut.
Außerdem produzierte der Betrieb Rundstrickmaschinen, die dem Stand der Technik entsprachen.
Der Betrieb hatte ab 1949 ein Betriebsferienheim in Pobershau, das heutige Hotel Schwarzbeerschenke.

### Ab 1990

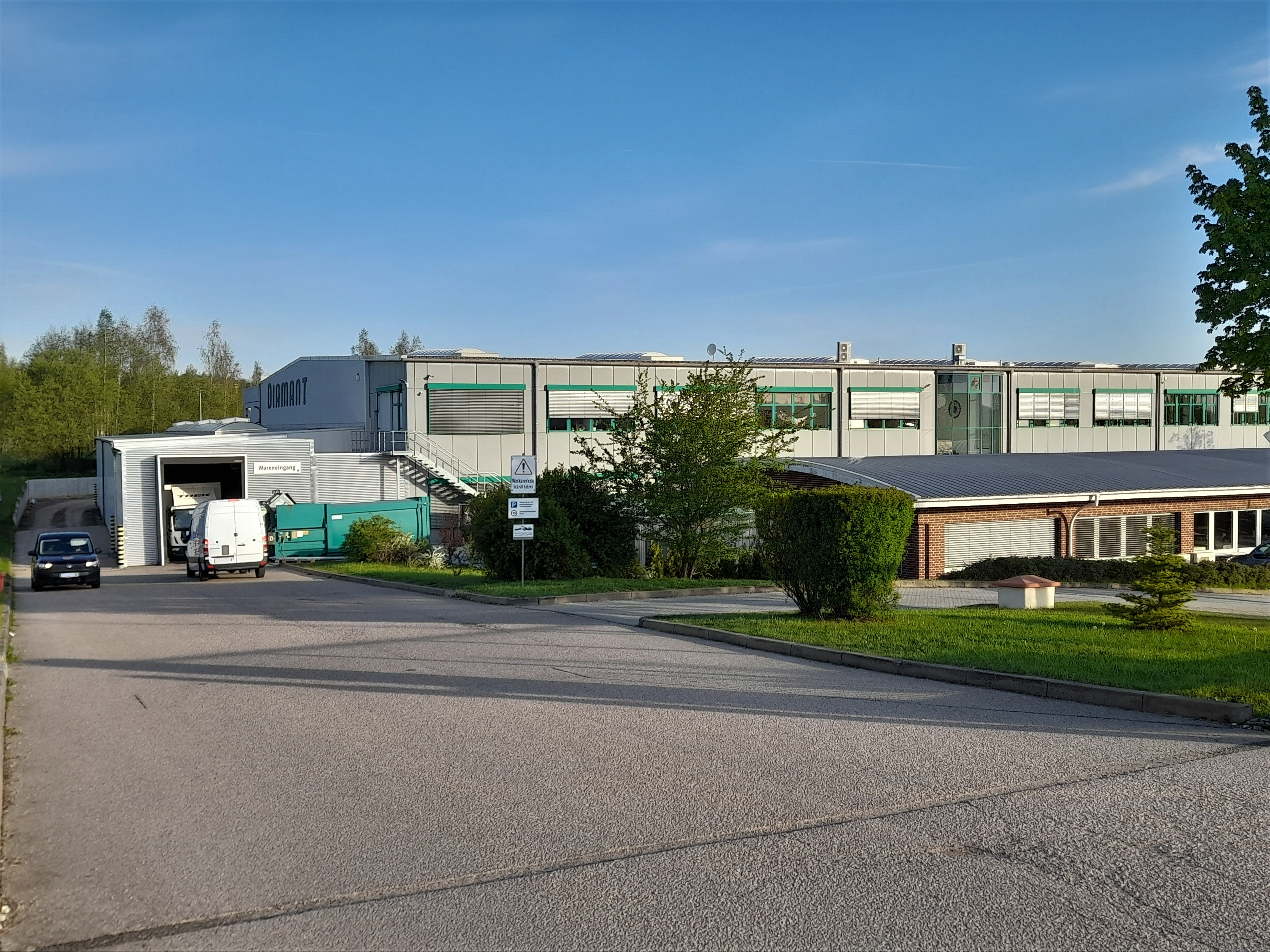
Diamant Fahrradwerke Hartmannsdorf

Mit dem Ende der DDR wurden der Volkseigene Betrieb (VEB) privatisiert, Produktionsumfang und Belegschaft stark verringert. Entsprechend der veränderten Marktsituation konnten aktuelle Konstruktionsprinzipien für neue Modelle übernommen werden. Es gelang, erneut einen festen Platz im Fahrradsegment zu finden, wobei die erlangte Eigenständigkeit schrittweise wieder aufgegeben wurde: Am 1. Januar 1992 wurde die DIAMANT Fahrradwerke GmbH unter Beteiligung der schweizerischen Villiger-Gruppe gegründet und 1997 von dieser vollständig übernommen. 2003 verkaufte die Villiger-Gruppe ihre Fahrradsparte mit den Marken  Villiger und Diamant an die amerikanische Trek Bicycle Corporation, zu der auch die Marken Bontrager, Klein, LeMond und Gary Fisher gehören.
Die einstigen renommierten Marken Villiger und Gary Fisher werden durch die Trek Bicycle Corp. seit 2014/2015 nicht mehr geführt. Laut Handelsregister HRB 6093 Chemnitz ist der Beherrschungs- und Gewinnabführungsvertrag vom 10. Januar 2013 zwischen den Diamant-Fahrradwerken und der Trek Bicycle (Deutschland) GmbH, Frankfurt am Main, durch Aufhebungsvertrag zum 31. Dezember 2018 beendet.
2018 wurden in Hartmannsdorf 196.000 Fahrräder gebaut, davon die Hälfte mit Elektromotor. Bis zum Jahr 2021 wollte die Firma die Produktion mehr als verdoppeln (Stand Mitte 2019).
Nach eigenen Angaben sind die Diamantwerke in Hartmannsdorf bei Chemnitz die älteste produzierende Fahrradfabrik in Deutschland.